# Bergs landskommun, Jämtland
Bergs landskommun var en tidigare kommun i Jämtlands län. Centralort var Svenstavik och kommunkod 1952-1970 var 2326.

## Administrativ historik
Bergs landskommun inrättades den 1 januari 1863 i Bergs socken i Bergs tingslag i Jämtland  när 1862 års kommunalförordningar trädde i kraft. Den 1 januari 1888 bröts Åsarne landskommun ut ur kommunen.
Den 1 januari 1952 (enligt beslut den 2 december 1949) överfördes från Bergs landskommun och församling till Övre Ljungadalens landskommun och Åsarne församling vissa områden (fastigheterna Börtnen och Flåsjön) med 142 invånare (den 31 december 1950) och omfattande 161,18 km², varav 150,95 km² land.
År 1971 blev kommunen, tillsammans med Ovikens landskommun, Övre Ljungadalens landskommun, Rätans landskommun och Hackås församling ur Hackås landskommun, en del av den nya Bergs kommun.

### Kyrklig tillhörighet
I kyrkligt hänseende tillhörde kommunen Bergs församling och till 1887 också Åsarne församling.

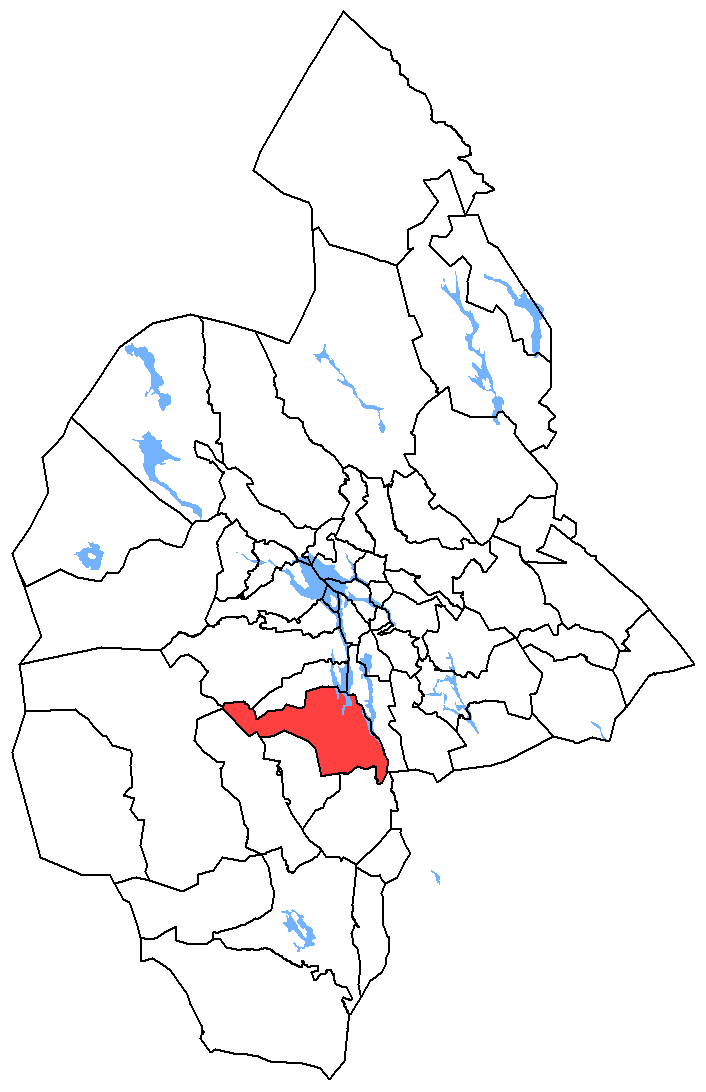
Bergs landskommuns ursprungliga omfattning 1863-1887.

## Kommunvapnet
Blasonering: I blått fält en från ett treberg av silver uppskjutande låga av guld, åtföljd till dexter av en sinistervänd yxa, och till sinister av en bössa båda av silver.
Detta vapen antogs av kommunen den 19 oktober 1957. Vapnet var ej fastställt av Kungl. Maj:t. Idag förs vapnet av den nuvarande Bergs kommun. Se artikeln om Bergs kommunvapen för mer information.

## Geografi
Bergs landskommun omfattade den 1 januari 1952 en areal av 644,62 km², varav 596,55 km² land.

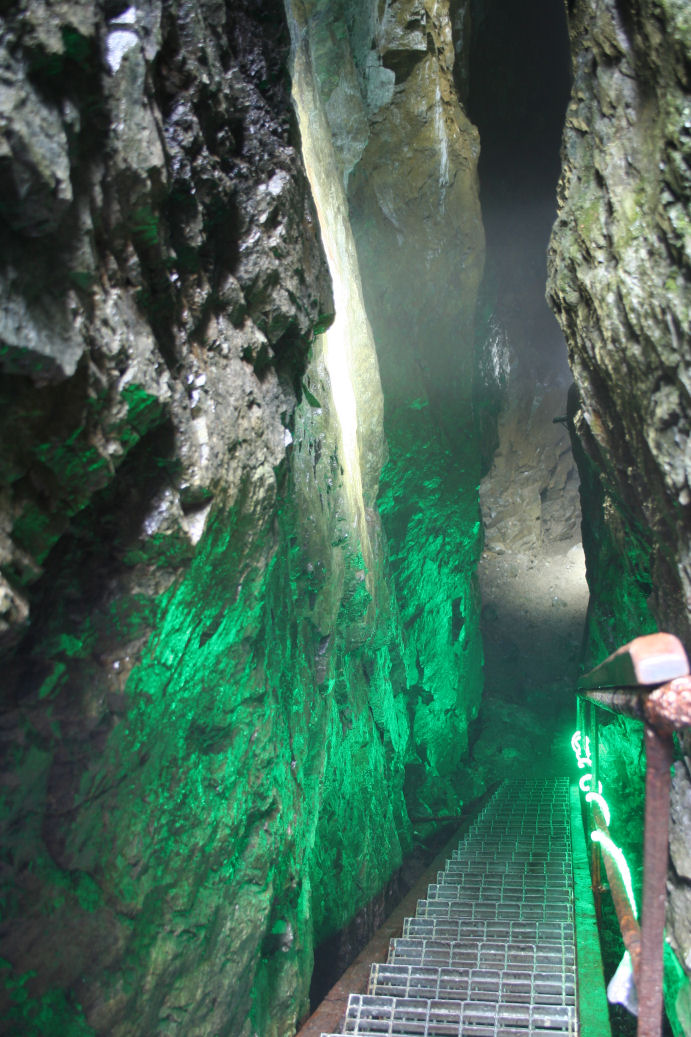
Ingången till Hoverbergsgrottan.

### Tätorter i kommunen 1960
| Tätort     | Folkmängd |
| ---------- | --------- |
| Svenstavik | 433       |
| Hoverberg  | 282       |

Tätortsgraden i kommunen var den 1 november 1960 23,6 procent.

## Politik

### Mandatfördelning i valen 1938-1966
| 12 | 13 |

| 24 |

| 10 | 15 |

| 23 |

| 12 | 13 |

| 22 |

| 10 | 9 | 4 | 2 |

| 24 |

| 11 | 8 | 3 | 3 |

| 24 |

| 10 | 10 | 2 | 3 |

| 23 |

| 11 | 7 | 3 | 4 |

| 23 |

| 10 | 9 | 3 | 3 |

| 25 |

### Fotnoter
1. ↑  Per Andersson: Sveriges kommunindelning 1863-1993, Draking, Mjölby 1993, ISBN 91-87784-05-X, s. 94-95
2. ↑   (PDF) Folkräkningen den 31 december 1950, I, Areal och folkmängd inom särskilda förvaltningsområden m.m., Tätorter. Stockholm: Statistiska centralbyrån. 1952-05-19. sid. 114-115. Arkiverad från originalet den 1 oktober 2014. https://www.webcitation.org/6T09ZkyrB?url=http://www.scb.se/Grupp/Hitta_statistik/Historisk_statistik/_Dokument/SOS/Folkrakningen_1950_1.pdf. Läst 1 oktober 2014 Arkiverad 29 oktober 2013 hämtat från the Wayback Machine.
3. ↑  ”Svenska Heraldiska Föreningens vapendatabas”. Arkiverad från originalet den 18 oktober 2012. https://web.archive.org/web/20121018011750/http://databas.heraldik.se/index.php. Läst 6 februari 2011.
4. ↑   (PDF) Folkräkningen den 31 december 1950, I, Areal och folkmängd inom särskilda förvaltningsområden m.m., Tätorter. Stockholm: Statistiska centralbyrån. 1952-05-19. sid. 113. Arkiverad från originalet den 1 oktober 2014. https://www.webcitation.org/6T09ZkyrB?url=http://www.scb.se/Grupp/Hitta_statistik/Historisk_statistik/_Dokument/SOS/Folkrakningen_1950_1.pdf. Läst 9 oktober 2014 Arkiverad 29 oktober 2013 hämtat från the Wayback Machine.
5. ↑  SCB Folkräkningen 1960 del 2 Arkiverad 24 september 2015 hämtat från the Wayback Machine. sida 44 i pdf:en

- Se kartdata överlagrat på OSM (Kartdata)